# Nesobasis flavifrons
Nesobasis flavifrons là một loài chuồn chuồn kim trong họ Coenagrionidae.
Nesobasis flavifrons được Donnelly miêu tả khoa học năm 1990.